# Eberhard Zänker
Eberhard Zänker (* 1935) ist ein deutscher Historiker und Englischlehrer an der Alfred-Frank-Oberschule in Grimma. Er hielt auch Vorträge u. a. am Gymnasium St. Augustin.

## Leben
Er ist der Biograf von Georg Joachim Göschen und dessen Korrektors Johann Gottfried Seume. Wie bei seinen Protagonisten ist sein Wirkungsort Grimma. Sein literarisches Interesse gilt vornehmlich diesen und deren Umfeld. Vor allem hat seine Seume-Biographie das Interesse der Fachwelt gefunden. Zänker ist einer der führenden Vertreter des in Grimma ansässigen Internationalen Johann-Gottfried-Seume-Vereins.

## Werke

### Monographien
- Johann Gottfried Seume : eine Biographie, Leipzig 2005. ISBN 3-936618-65-8
- Georg Joachim Göschen : Buchhändler, Drucker, Verleger, Schriftsteller ; ein Leben in Leipzig und Grimma-Hohnstädt, Beucha 1996. ISBN 3-930076-27-6

### Aufsätze
- Handwerkszeug der despotischen und geistlichen Gaunerei : Seumes Apokryphen über die Sprache. In: Börsenblatt für den deutschen Buchhandel Bd. 157, 1990, Nr. 50, Beiheft 6, S. 48–50.
- Göschens merkwürdiger Korrektor. Vor 180 Jahren, am 13. Juni 1810, starb Johann Gottfried Seume. In: Börsenblatt für den deutschen Buchhandel Bd. 157, 1990, Nr. 24, Beiheft Nr. 2, S. 18–20.